# Dobriana Rabadzhieva
Dobriana Rabadzhieva est une joueuse bulgare de volley-ball née le 14 juin 1991 à Razlog. Elle mesure 1,94 m et joue au poste de réceptionneuse-attaquante. Elle totalise 119 sélections en équipe de Bulgarie.

## Clubs
| Club                 | De        | À         |
| -------------------- | --------- | --------- |
| CSKA Sofia           | 2008-2009 | 2009-2010 |
| Spes Conegliano      | 2010-2011 | 2010-2011 |
| Rabita Bakou         | 2011-2012 | 2012-2013 |
| Galatasaray İstanbul | 2013-2014 | 2013-2014 |
| VBC Voléro Zurich    | 2014-2015 | 2016-2017 |
| Galatasaray İstanbul | 2017-2018 | 2017-2018 |
| Guangdong Evergrande | 2018-2019 | 2018-2019 |
| Fenerbahçe İstanbul  | jan 2019  | mai 2019  |
| Guangdong Evergrande | 2019-2020 | 2019-2020 |
| Minas Tênis Clube    | jan 2020  | mai 2020  |
| Guangdong Evergrande | 2020-2021 | …         |

## Palmarès

### Équipe nationale
- Ligue européenne
  - Finaliste : 2010, 2012.

### Clubs
- Championnat du monde des clubs
  - Vainqueur : 2011.
  - Finaliste : 2012.
- Ligue des champions
  - Finaliste : 2013.
- Championnat sud-américain des clubs
  - Vainqueur : 2020.
- Championnat de Bulgarie
  - Vainqueur : 2010.
- Coupe de Bulgarie
  - Vainqueur : 2010.
- Championnat d'Azerbaïdjan
  - Vainqueur : 2012, 2013.
- Championnat de Suisse
  - Vainqueur : 2015, 2016, 2017.
- Coupe de Suisse
  - Vainqueur: 2015, 2016, 2017.
- Supercoupe de Suisse
  - Vainqueur : 2016.
- Coupe de Turquie
  - Finaliste : 2019.

### Distinctions individuelles
- Ligue européenne féminine de volley-ball 2012 : Meilleure serveuse.
- Championnat sud-américain des clubs féminin de volley-ball 2020 : Meilleure réceptionneuse-attaquante[4].